# The Incredible Jazz Guitar of Wes Montgomery
The Incredible Jazz Guitar of Wes Montgomery est un album de jazz enregistré en 1960 par le guitariste américain Wes Montgomery et publié sur le label Riverside Records.
The Penguin Guide to Jazz reprend cet album dans sa « Core Collection List » depuis sa 7e édition, celle de 2004.

## Historique

### Enregistrement et production
L'album est enregistré les 26 et 28 janvier 1960 aux Reeves Sound Studios à New York par Wes Montgomery (guitare), Tommy Flanagan (piano), Percy Heath (contrebasse) et Albert Heath (batterie),.
Les morceaux Airegin, D-Natural Blues, Four On Six, West Coast Blues et In Your Own Sweet Way sont enregistrés le 26 janvier et Polka Dots And Moonbeams, Mr. Walker et Gone With The Wind le 28.
La prise de son est assurée par Jack Higgins et l'album est produit par Orrin Keepnews (1923-2015), un important producteur qui a fondé trois labels de jazz : Riverside Records, Milestone Records et Landmark Records.

### Publication
L'album est publié en 1960 en disque vinyle sur le label Riverside Records aux États-Unis et en Europe sous les références RLP 12-320, RLP 320 et RLP 1169,.
Il sort en 1962 au Japon sous la référence SR-7009.

### Rééditions
L'album est réédité plus de 40 fois en disque vinyle LP à partir de 1967 par les labels Riverside, Milestone, Original Jazz Classics, Gamma, Yeh Eum Records, WaxTime, DOL, Vinyl Lovers, Jazz Images, WaxTime In Color, Fantasy, Hi Horse Records, Universal, Intermusic,.
À partir de 1984, il est publié en CD par les labels Riverside, Original Jazz Classics, JVC, JVC Victor, Universal Music Group International, Poll Winners Records, Masterworks Series, Hallmark Music & Entertainment, State Of Art et Not Now Music,. En 2013-2014, il est également publié en format Super Audio CD (SACD) par Riverside.

## Accueil critique
Le site AllMusic attribue 5 étoiles à l'albumThe Incredible Jazz Guitar of Wes Montgomery.
Pour le critique Michael G. Nastos d'AllMusic « Montgomery a clairement un talent hors du commun, toujours brillant, et même incroyable en compagnie de ses acolytes, et cet enregistrement - un ajout essentiel à la collection de tout fan de guitare jazz - l'a mis sur la carte ». « En le démarquant des autres, cet enregistrement fait de Montgomery le guitariste moderne le plus formidable de l'époque, et finalement le plus influent ». Pour Nastos « Flanagan est le pianiste parfait pour cette session ».
Steve Howe, le guitariste du groupe de rock progressif britannique Yes, mentionne sur le site officiel du groupe Yes le morceau Four On Six de Wes Montgomery comme numéro un parmi ses sources d'inspiration. Il ajoute : « J'aurais pu choisir n'importe quoi dans son album The Incredible Jazz Guitar Of Wes Montgomery, mais ce titre le fait vraiment pour moi. Il résume ce qu'il était capable faire. J'ai eu la chance de le voir en concert quand j'avais 16 ans chez Ronnie Scott. C'était une expérience ». « J'avais déjà un de ses albums, celui intitulé The Incredible Jazz Guitar of Wes Montgomery et un ami m'a dit qu'il livrait un ampli à Wes Montgomery et il a demandé si je voulais aller chez Ronnie. J'ai dit oui. Je pense que j'étais mineur, mais j'avais l'air plus âgé, donc j'ai eu de la chance. Je me suis assis au troisième rang et c'était littéralement hypnotisant ». Pour Steve Howe, « la nouveauté du son que Wes nous a apporté dans les années 1960 était si rafraîchissante » et « sa technique semblait lui permettre de jouer tout ce qu'il voulait ». Et il conclut « Vraiment un original, si inventif, il souriait beaucoup ! ».
Dans un article de la revue Premier Guitar intitulé The One Album That Changed Everything (L'album qui a tout changé), Andy Summers, le guitariste du groupe de rock britannique The Police, déclare « C'est avec cet album que j'ai vraiment fait la connexion avec le jazz. Le jeu de Wes était un peu mystérieux pour moi à l'époque où j'apprenais le langage, mais je m'y suis mis. C'est absolument incroyable de réaliser qu'il n'était pas un musicien « éduqué » et qu'il n'allait pas à l'école pour apprendre quelles notes jouer sur quels accords. C'était la combinaison d'une oreille phénoménale et d'un pouce incroyable ».

## Distinctions
L'album reçoit en 1999 le Grammy Hall of Fame Award.
En 2016, il est inscrit au registre national des enregistrements (National Recording Registry) de la bibliothèque du Congrès à Washington.

## Liste des morceaux
Le disque commence par le morceau Airegin, une composition de Sonny Rollins dont le titre (Nigeria écrit à l'envers) « témoigne de l'intérêt profond de Rollins pour les racines africaines du jazz et de sa profonde conscience raciale ».
| No | Titre                    | Auteur                          | Durée |
| -- | ------------------------ | ------------------------------- | ----- |
| 1. | Airegin                  | Sonny Rollins                   | 04:29 |
| 2. | D-Natural Blues          | Wes Montgomery                  | 05:25 |
| 3. | Polka Dots and Moonbeams | Johnny Burke / James Van Heusen | 04:44 |
| 4. | Four on Six              | Wes Montgomery                  | 06:20 |
| 5. | West Coast Blues         | Wes Montgomery                  | 07:24 |
| 6. | In Your Own Sweet Way    | Dave Brubeck                    | 04:54 |
| 7. | Mr. Walker (Renie)       | Wes Montgomery                  | 04:35 |
| 8. | Gone with the Wind       | Herbert Magidson / Allie Wrubel | 06:24 |

## Musiciens
- Wes Montgomery : guitare
- Tommy Flanagan : piano
- Percy Heath : contrebasse
- Albert Heath : batterie